# Estación de Asamblea de Madrid-Entrevías
Asamblea de Madrid-Entrevías, históricamente conocida como Entrevías, es una estación ferroviaria española situada en el barrio de Entrevías en Madrid. Forma parte de las líneas C-2, C-7 y C-8 de Cercanías Madrid.

## Situación ferroviaria
La estación, que se encuentra situada a 619 metros de altitud,  forma parte de los trazados de las siguientes líneas:
- Línea férrea de ancho ibérico Atocha-San Fernando de Henares, punto kilométrico 3,8.[2]
- Línea férrea de ancho ibérico Atocha-Entrevías, punto kilométrico 3,8.[2]

Históricamente, la estación de Entrevías también formó parte de la línea férrea de ancho convencional que une Madrid con Barcelona, cuando esta tenía su cabecera en la estación de Madrid-Atocha.

## Historia
La estación fue inaugurada el 10 de febrero de 1977. Desde su apertura la estación ostentó la denominación de «Entrevías», hasta que en 1998 fue renombrada y se le añadió «Asamblea de Madrid» debido a la cercanía del parlamento regional.
Desde enero de 2005 Renfe Operadora explota la línea mientras que Adif es la titular de las instalaciones ferroviarias. 
El recinto ha sufrido entre 2004 y 2007 una gran reforma al enterrarse las vías unos 300 metros antes de llegar a la estación, de manera que los andenes, la decoración y los accesos han cambiado, aparte de haberse construido un bulevar en la zona soterrada. Las obras que tuvieron un coste de  6,5 millones de euros han dado lugar a dos nuevos andenes subterráneos de 260 metros de largo por 8 de ancho, torniquetes, teleindicadores y megafonía.
En el 2007 la estación recibió más de 23 000 viajeros diarios.

## Accesos
Vestíbulo Asamblea de Madrid-Entrevías
- Asamblea de Madrid-Entrevías C/ Vizconde de Arlessón, 47 (esquina C/ Puerto de Balbarán)
- Asamblea de Madrid-Entrevías Avda. Entrevías, s/n

## Servicios ferroviarios
| procedencia/destino                              | < estación | Línea | estación > | destino/procedencia |
| ------------------------------------------------ | ---------- | ----- | ---------- | ------------------- |
| Chamartín                                        | Atocha     |       | El Pozo    | Guadalajara         |
| Príncipe Pío                                     | Atocha     |       | El Pozo    | Alcalá de Henares   |
| Cercedilla                                       | Atocha     |       | El Pozo    | Guadalajara         |
| Santa María de la Alameda-Peguerinos El Escorial | Atocha     |       | El Pozo    | Guadalajara         |

## Conexiones
| Diurnos |                     |                                            |
| Línea   | Destino             | Parada                                     |
| 24      | Estación de El Pozo | 2196 ENTREVÍAS CERCANÍAS (Av. Entrevías)   |
| 24      | Estación de Atocha  | 2197 ENTREVÍAS CERCANÍAS (Av. Entrevías)   |
| 103     | Ecobulevar          | 1097 ENTREVÍAS CERCANÍAS (C/ La Mancha, 1) |
| 111     | Puente de Vallecas  | 1097 ENTREVÍAS CERCANÍAS (C/ La Mancha, 1) |
| 103     | Estación de El Pozo | 1098 ENTREVÍAS CERCANÍAS (C/ La Mancha, 2) |
| 111     | Entrevías           | 1098 ENTREVÍAS CERCANÍAS (C/ La Mancha, 2) |
| 144     | Pavones             | 4751 ENTREVÍAS (Cabecera C/ La Mancha, 1)  |